# (17661) 1996 VW7
1996 في دابليو 7 (ويعرف أيضًا باسم (17661) 1996 في دابليو 7 وفق تسمية الكوكب الصغير) (بالإنجليزية: 1996 VW7)‏ هو كويكب ضمن حزام الكويكبات؛ وترتيبه 17661 من حيث الاكتشاف.
اكتُشف هذا الجُرم الفلكي بواسطة سيجي أويدا في 3 نوفمبر 1996.

## وصلات خارجية
- (17661) 1996 VW7 في قاعدة بيانات مختبر الدفع النفاث لأجرام النظام الشمسي الصغيرة

- الاكتشاف · مخطط المدار ·  العناصر المدارية · المعلمات المادية

- (17661) 1996 VW7 على موقع ويكي سكاي: DSS2, SDSS, GALEX, IRAS, Hydrogen α, X-Ray, Astrophoto, Sky Map, Articles and images